# Маріяповчанська Ікона Божої Матері

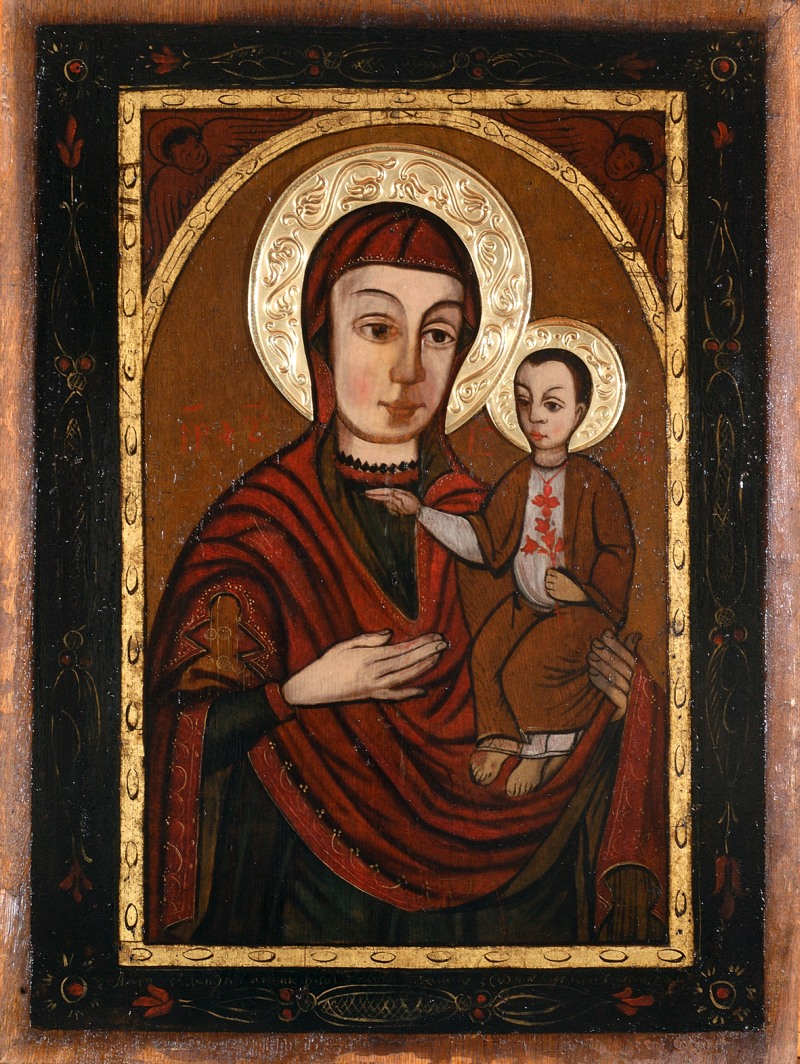
Маріяповчанська Ікона Божої Матері

Маріяповчанська Ікона Божої Матері — одна з найшанованіших чудотворних ікон Божої матері на Закарпатті та в Угорщині.

## Історія
Історія цієї чудотворної ікони Пресвятої Богородиці починається із 1676 року, коли, як свідчить монастирський літопис, житель с. Повчі Лаврентій Гурта купив у іконописця ікону і подарував її місцевій церкві тодішньої Мукачівської єпархії (МГКЄ).
Через 20 років, 4 листопада 1696 року, в неділю під час літургії після освячення св. Дарів присутні на Богослужінні вірні побачили сльози на очах Матері Божої, яка зображена на цій іконі. Першим помітив сльози на іконі Богородиці Михайло Еврі. Зображена на іконі Пресвята Богородиця плакала з перервами аж до 8 грудня того ж року. В ті дні діялися численні чуда біля цієї ікони.
На основі висновків церковних і світських комісій було офіційно визнано Маріяповчанську ікону Пресвятої Богородиці чудотворною.
У 1697 році цю ікону Божої Матері за наказом австрійського цісаря Леопольда І було перенесено до Відня, де вона була поміщена в катедральному соборі св. Стефана і донині зберігається у цьому місті.
Невідомий митець-іконописець з Кошиць змалював три копії з цієї чудотворної ікони Матері Божої. Одну із них було передано-повернено до церкви в селі Повч, яке через численні дива за посередництвом Матері Божої назвали Маріяповч. Ця копія чудотворної ікони Пресвятої Богородиці під час Божественної Літургії 1715 року також заплакала — другий плач тривав із перервами з 1 по 5 серпня. І знову відповідні комісії, як церковна, так і світська, яка складалася з вчених різних галузей наук, визнали, що тут теж діє надприродна сила. 25 серпня 1715 року грамотою єпископа А. Арделі копію Маріяповчанської ікони Матері Божої було проголошено чудотворною. Папа Пій VI наділив Марієповчанську церкву повним відпустом.
У 1756 році чудотворну Маріяповчанську ікону було перенесено до нової збудованої церкви Маріяповчанської василіянської чернечої обителі. Втретє Маріяповчанська ікона плакала з перервами з 3 до 19, а потім з 30 до 31 грудня 1905 року. Четвертий раз ікона заплакала в 1917 році. Записи численних чуд, які діялися за посередництвом Матері Божої при цій чудотворній іконі, зберігалися у літописі монастирської церкви.
У перші повоєнні роки чудотворну ікону було реставровано. Під час її відновлення виявилося, що ікона Пресвятої Богородиці є досконалою копією цінної пам'ятки візантійського іконопису.
Відпусти за участю багатьох тисяч прочан, численні золоті й срібні воти є найкращим доказом, що Пресвята Богородиця, зображена на Маріяповчанській чудотворній іконі, вислухала молитви своїх дітей і виєднала їм у Бога численні ласки.